# 신당천
신당천(新堂川)은 남산과 대현산에서 흘러 내려와 청계천으로 합류하는 하천이다. 조선시대에는 하류에 동활인서가 있어 동활인서천(東活人署川)이라고도 불렸다. 1950년대 즈음부터 신당천(新堂川)이라는 이름으로 불렸으며, 이 하천에 특히 위장병에 효능이 좋은 약수가 있다 하여 약수천(藥水川)이라고도 하였다. 약수역 앞 사거리부터 신당동 302-4번지까지의 828m 구간은 1970년대에 복개되었으며, 현재는 전 구간이 복개되어 도로 등으로 쓰이고 있다.

## 과거의 다리
신당천의 다리 목록이다.
- 전도감교(錢都監橋) : 신당동 140번지와 261번지 사이에 있었으며, 대동지지에만 기록되어 있다.[3]
- 용곡교 : 신당동 160번지와 161번지 사이 광희초등학교 앞에 있었다.[4]